# عبد الرحمن بن أبي سعيد الخدري
أبو جعفر عبد الرحمن بن أبي سعيد الخدري، الأنصاري، المدني، الخزرجي، (35 هـ - 112 هـ). كان مؤذنا، عاش في المدينة ومات بها.

## روايته للحديث النبوي
- روى عَن: أَبِيه فِي الْوضُوء وَالصَّلَاة وَالْحج والتثاؤب.
- روى عَنهُ: زيد بن أسلم وشريك بن أبي نمير وَعَمْرو بن سليم وَابْنه سعيد بن عبد الرحمن وَأَبُو سَلمَة بن عبد الرحمن فِي الْحَج وَسُهيْل بن أبي صَالح.
- الجرح والتعديل: قال أحمد بن شعيب النسائي: ثقة. وقال أحمد بن صالح الجيلي: ثقة. وقال ابن حجر العسقلاني: ثقة. وقال الذهبي: ثقة. وقال محمد بن سعد كاتب الواقدي: كثير الحديث، وليس هو بثبت، ويستضعفون روايته، ولا يحتجون به.